# 高柳恭子
高柳 恭子（たかやなぎ きょうこ、1972年12月11日 - ）は、元TOKYO FMの女性アナウンサー。東京都出身、血液型A型。

## 来歴
フェリス女学院大学卒業後、1996年にTOKYO FMに入社しアナウンサーとなる。
2002年4月から1年間、TOKYO MX『モーニングTOKYO フライデー』のキャスターとして上田万由子と出演。2003年4月からリニューアルされた『TOKYOモーニングサプリ』でも引き続き金曜日担当キャスターとなる。
レギュラー番組とは別に『福山雅治のSUZUKI TALKING FM』にゲスト出演したこともある。
2004年4月から一時休職し、2年間青年海外協力隊の隊員としてミクロネシア連邦のコスラエ島に派遣された。
2006年10月より、TOKYO FMのアナウンサーに復帰、月曜～木曜の夜の番組『Daily Planet』（内包番組「HummingBird」も）、日曜の『the music，the earth conscious』・ニュース・交通情報などを担当。
2008年5月から、病気療養のため長期休暇中していたが、2009年4月に復帰。
2010年3月末をもってTOKYO FMを退社することを、同年3月28日13時55分ごろからの『ドライバーズインフォ』で本人が報告。退職後はフリーアナウンサー兼兼環境アクティビストとして活動中。